# رات اسی، نیوبرانزویک
رات اسی، نیوبرانزویک (به انگلیسی: Rothesay, New Brunswick) یک منطقهٔ مسکونی در کانادا است که در کینگز واقع شده‌است. رات اسی ۳۴٫۷۳ کیلومتر مربع مساحت و ۱۱٬۹۴۷ نفر جمعیت دارد و ۷۵ متر بالاتر از سطح دریا واقع شده‌است.